# Winnie l'ourson : Joyeux Noël
Série Winnie l'ourson
Pour plus de détails, voir Fiche technique et Distribution.
Winnie l'ourson : Joyeux Noël, Winnie l'ourson : L'Hiver chaleureux en Belgique ou Winnie l'ourson : Les Saisons du cœur au Québec (Winnie the Pooh: Seasons of Giving) est un long-métrage d'animation des studios Disney. 
Sorti directement en vidéo en 1999 et inspiré des personnages d'A. A. Milne, il est constitué de deux épisodes de la série télévisée Les Nouvelles Aventures de Winnie l'ourson (1988-1991), La Marmotte Porcinet (2.3) et Coco Lapin, papa poule (1.4), et du court téléfilm Winnie l'ourson : Thanksgiving (1998), reliés par des transitions inédites.

## Synopsis

### La Marmotte Porcinet (Groungpiglet Day)
Lors d'une journée venteuse de novembre, plusieurs pages du calendrier de Coco Lapin s'envole et celui-ci se croit donc le 2 février, soit le jour de la marmotte. Ne trouvant pas de marmotte pour leur dire si le printemps arrive, Coco Lapin, Winnie et Tigrou décident de déguiser Porcinet en celle-ci. Porcinet prédit que le printemps devrait arriver, mais, le lendemain, une tempête de neige tombe sur la Forêt des Rêves Bleus. Le pauvre cochonnet est alors tout déprimé d'avoir mis ses amis dans l'erreur et part à la recherche d'une vraie marmotte. Pendant ce temps, Coco Lapin retrouve les pages de calendrier perdues et se rend compte de son erreur. Porcinet revenant à la maison, nos amis réalisent alors que l'Action de grâce arrive à grands pas.

### Winnie l'ourson: Thanksgiving
Winnie et ses amis décident de faire une petite fête pour l'Action de grâce, cependant Coco Lapin le découvre et leur dit qu'il y a des traditions à respecter pour célébrer cette fête. Winnie et Porcinet devront donc aller chasser une dinde, Tigrou et Bourriquet eux devront cueillir des airelles (canneberges), tandis que maître Hibou et La Taupe devront faire la cuisine. Malheureusement, Tigrou et Bourriquet perdent toutes les airelles et se font capturer par Winnie à la place de la dinde. Arrivés à la réception, nos amis se rendent compte du malentendu et, maladroitement, gâchent tous les préparatifs déjà faits. Ceux-ci devront donc se contenter d'une petite fête sans prétention où l'amitié et l'entraide règne.

### Coco Lapin, papa poule (Find Her, Keep Her)
Lors du réveillon de Noël, Coco Lapin conte comment il a rencontré Cassie, un petit oisillon femelle bleu, lors d'une tempête un hiver passé. Après l’avoir sauvée de vents violents, il l'a chérie comme sa propre enfant pendant un an. En revanche, il s’est toujours fermement opposé à ce qu’elle apprenne à voler pour ne pas la perdre, car il l'aimait vraiment de tout son cœur. 
Un jour, Tigrou part jouer avec Cassie (qui a grandi), mais tous deux se retrouvent accrochés à la branche d’un tronc d’arbre à l’horizontal au-dessus du vide. Coco Lapin accourt pour sauver Cassie, mais elle tombe dans le ravin. Heureusement, elle est sauvée de justesse par Maître Hibou, qui la ramène à Coco Lapin. Mais quand il lui propose de prendre des cours de vol avec lui, Coco Lapin s’y oppose et fait promettre à Cassie de ne jamais voler.
Contre son gré, Cassie apprend tout de même à voler. Alors que Winnie, Porcinet et Tigrou tendent des élastiques devant un précipice pour la projeter dans le ciel et l’aider à décoller, Coco Lapin fait irruption, furieux, et ordonne à Tigrou de lâcher les élastiques à l’instant. Propulsé contre son gré dans le précipice, il est secouru par Cassie qui a enfin réussi à s’envoler pour le sauver. Alors que l’oiseau exulte de pouvoir partir vers le sud à présent qu’elle sait voler, Coco Lapin est profondément attristé de son prochain départ.
L’hiver venu, tout le monde, sauf Coco Lapin, est réuni pour dire adieu à Cassie. Malgré son chagrin de ne pas pouvoir dire au revoir à son gardien attentionné, l’oiseau est heureuse de pouvoir partir dans le sud. Après avoir demandé à Winnie de dire de sa part à Coco Lapin qu’elle ne l’oubliera jamais, Cassie s’envole sous les applaudissements de ses amis.
Au même moment, Coco Lapin arrive en courant pour dire au revoir à Cassie, mais trop tard. Alors que, désespéré, il retourne dans la forêt, le petit oiseau fait irruption et se jette dans ses bras. Très heureux de revoir sa petite protégée, Coco Lapin la serre tendrement contre lui tandis qu’elle l’assure qu’elle n’aurait pas pu partir sans lui dire au revoir.
Le récit terminé, Winnie et tous ses amis vont donc finir de décorer le sapin de Noël, mais, au grand dam de Coco Lapin, il manque une étoile pour aller à son sommet. C'est alors qu'arrive, au bonheur de tout le monde, Cassie tenant une belle étoile brillante qu'elle dépose à la cime de l'arbre, puis va rejoindre ses amis pour célébrer Noël.

## Fiche technique
- Titre original : Winnie the Pooh : Seasons of Giving
- Titre français : Winnie l'ourson : Joyeux Noël
- Titre belge : Winnie l'ourson : L'Hiver chaleureux
- Titre québécois : Winnie l'ourson : Les Saisons du cœur
- Réalisation : Harry Arends, Jun Falkenstein (en) (A Winnie the Pooh Thanksgiving) et Karl Geurs (Groungpiglet Day, Find Her, Keep Her)
- Scénario : Carter Crocker (A Winnie the Pooh Thanksgiving, Groungpiglet Day), Larry Bernard, Doug Hutchinson et Mark Zaslove (Find Her, Keep Her)
- Musique : Carl Johnson (A Winnie the Pooh Thanksgiving) ; Steve Nelson et Thomas Richard Sharp (Groungpiglet Day, Find Her, Keep Her)
  - Chansons : Richard M. Sherman et Robert B. Sherman (Winnie the Pooh et Seasons of Giving), Michael et Patty Silversher (Hooray Hooray, The Turkey Song, Berrily We Roll Along, Our Thanksgiving Day)
- Production : Harry Arends ; Karl Geurs (Groungpiglet Day, Find Her, Keep Her)
- Société de production : Walt Disney Television Animation, Disneytoon Studios
- Sociétés de distribution : Buena Vista Home Video
- Pays de production :  États-Unis
- Langue originale : anglais
- Format : Couleurs - vidéo - 1,33:1 - son stéréo
- Durée : 63 minutes
- Dates de sortie :
  - États-Unis : 8 novembre 1999
  - France : 21 novembre 2000

## Distribution

### Voix originales
- Jim Cummings : Winnie the Pooh (Winnie l'ourson en VF) / Tigger (Tigrou en VF)
- Paul Winchell : Tigger
- John Fiedler : Piglet (Porcinet en VF)
- Steven Schatzberg : Piglet (chant)
- Ken Sansom : Rabbit (Coco Lapin en VF)
- Brady Bluhm : Christopher Robin (Jean-Christophe en VO)
- Frankie J. Galasso : Jean-Christophe (chant)
- Andre Stojka : Owl (maître Hibou en VO)
- Tim Hoskins : Owl
- Peter Cullen : Eeyore (Bourriquet en VF)
- Michael Gough : Gopher (Grignotin en VF)
- Tress MacNeille : Kanga (Maman Gourou en VF)
- Nikita Hopkins : Roo (Petit Gourou en VF)
- Laura Mooney : Kessie (Cassie en VO)
- Laurie Main : Narrator (le narrateur en VF)

### Voix françaises
- Roger Carel : Winnie l'ourson / Coco Lapin
- Jean-Claude Donda : Porcinet / Winnie l'ourson (chant)
- Michel Mella : Coco Lapin (chant)
- Patrick Préjean : Tigrou
- Henry Djanik : Bourriquet
- Wahid Lamamra : Bourriquet (chant)
- Bernard Alane : maître Hibou
- Claude Chantal : Maman Gourou
- Camille Donda : Petit Gourou
- Paul Nivet : Jean-Christophe
- Guy Piérauld : Grignotin
- Chantal Macé : Cassie
- François Berland : Narrateur

### Voix québécoises
- Pierre Lacasse : Winnie l'ourson
- Daniel Picard : Tigrou
- Daniel Lesourd : Porcinet
- Alain Gélinas : Coco Lapin
- Serge Turgeon : Bourriquet
- Louis-Philippe Davignon : Jean-Christophe
- Jacques Lavallée : maître Hibou
- Claudia-Laurie Corbeil : Kessie
- Vincent Davy : Narrateur
- Madeleine Arsenault : Maman Gourou

Version québécoise :
- Société de doublage : Covitec
- Adaptation des dialogues et direction artistique : François Asselin

## Chansons du film
- Mon ami Winnie (Winnie the Pooh) - Chœur
- Quatre raisons pour être heureux (Seasons of Giving) - Chœur
- Hourra, hourra (Hooray Hooray) - Winnie
- L'Automne - Chœur
- La Chanson de la dinde (The Turkey Song) - Winnie
- La Chasse aux airelles (Berrily We Roll Along) - Tigrou
- Le Jour de Thanksgiving (Our Thanksgiving Day) - Winnie et ses amis

Source : générique du DVD Zone 1 (2009)[réf. nécessaire]